# Franck Patrick Njambe
Franck Patrick Njambe (ur. 24 października 1987 w Duali) – kameruński piłkarz, występujący na pozycji obrońcy i defensywnego pomocnika.

## Życiorys

### Kariera klubowa
Wychowanek Unionu Duala. Występował także w młodzieżowych drużynach Borussii Dortmund; rozegrał 36 meczów w Bundeslidze U-19, w których zdobył 7 goli. 28 czerwca 2005 roku zadebiutował na seniorskim szczeblu, w drużynie rezerw Borussii. W 2007 roku został włączony do pierwszej drużyny, w barwach której wystąpił w dwóch meczach Bundesligi: 29 września przeciwko Karlsruher SC (1:3) i 5 października przeciwko VfL Bochum (2:1). W 2010 roku na zasadzie wolnego transferu został pozyskany przez KFC Uerdingen 05. W barwach tego klubu wystąpił w 42 meczach ligowych, w których zdobył trzy bramki. Latem 2012 roku został bez klubu, a 30 stycznia 2013 roku przeszedł do Westfalii Rhynern, dla której wystąpił w siedmiu meczach Regionalligi. Po zakończeniu sezonu został zawodnikiem SC Wiedenbrück. Następnie grał w klubach niższych lig. Karierę zawodniczą zakończył w 2018 roku.

### Kariera reprezentacyjna
Występował w reprezentacji Kamerunu U-20. W 2007 roku został powołany na igrzyska afrykańskie. Z reprezentacją zdobył na imprezie złoty medal, występując m.in. w wygranym 1:0 finałowym meczu z Gwineą.

## Statystyki ligowe
| Sezon         | Klub                 | Liga         | Mecze | Gole |
| ------------- | -------------------- | ------------ | ----- | ---- |
| 2005/2006     | Borussia Dortmund II | Oberliga     | 2     | 0    |
| 2006/2007     | Borussia Dortmund II | Regionalliga | 18    | 1    |
| 2007/2008 (j) | Borussia Dortmund    | Bundesliga   | 2     | 0    |
| 2007/2008     | Borussia Dortmund II | Regionalliga | 28    | 3    |
| 2008/2009     | Borussia Dortmund    | Bundesliga   | 0     | 0    |
| 2010/2011     | KFC Uerdingen 05     | Oberliga     | 26    | 2    |
| 2011/2012     | KFC Uerdingen 05     | Oberliga     | 16    | 1    |
| 2012/2013 (w) | SC Wiedenbrück       | Regionalliga | 7     | 0    |